# Giudizio storico
(Baruch Spinoza)
(Marc Bloch, Apologia della storia, 1943)
Il giudizio storico è un'interpretazione soggettiva di un evento storico, risultante da un'analisi razionale delle fonti che mira ad una più ampia comprensione della storia.

## Il corteo della storia
Ha scritto uno storico inglese a proposito del procedere della storia che essa è come un corteo: «…e mentre questo si svolge, piegando ora a sinistra ora a destra, e talvolta ripiegando su se stesso, le posizioni relative dei vari settori mutano continuamente ….via via che il corteo avanza appaiono di continuo nuovi panorami, nuovi angoli visuale... Lo storico è parte della storia. L'angolo visuale da cui egli guarda il passato è determinato dalla posizione che egli occupa nel corteo.»
Lo storico quindi fa esso stesso parte della storia, sente le pressioni, gli urti di chi gli sta vicino nel corteo, le accelerazioni e i rallentamenti di chi lo segue e di chi lo precede. 
Lo storico risente inevitabilmente dei sentimenti, delle emozioni, degli interessi suoi e della società in cui vive. Egli quindi non potrà mai essere imparziale, oggettivo, come spesso incongruamente si pretende da lui.
Se egli si dedicherà a un particolare settore del tempo storico, lo farà perché è spinto da suoi particolari interessi e da quelli del suo tempo. Se si pretendesse una storia imparziale allora non avremo più la storia ma una pure e semplice registrazione cronologica di fatti, una cronaca.
Ma il compito dello storico è quello di dare comprensione, "intelligenza dell'accaduto" come diceva Croce,  che aggiungeva che la storia è sempre "contemporanea" , mescolata alle passioni e ai pensieri della storia che lo stesso storico sta vivendo.

## Il giudizio storico come confronto e come impegno

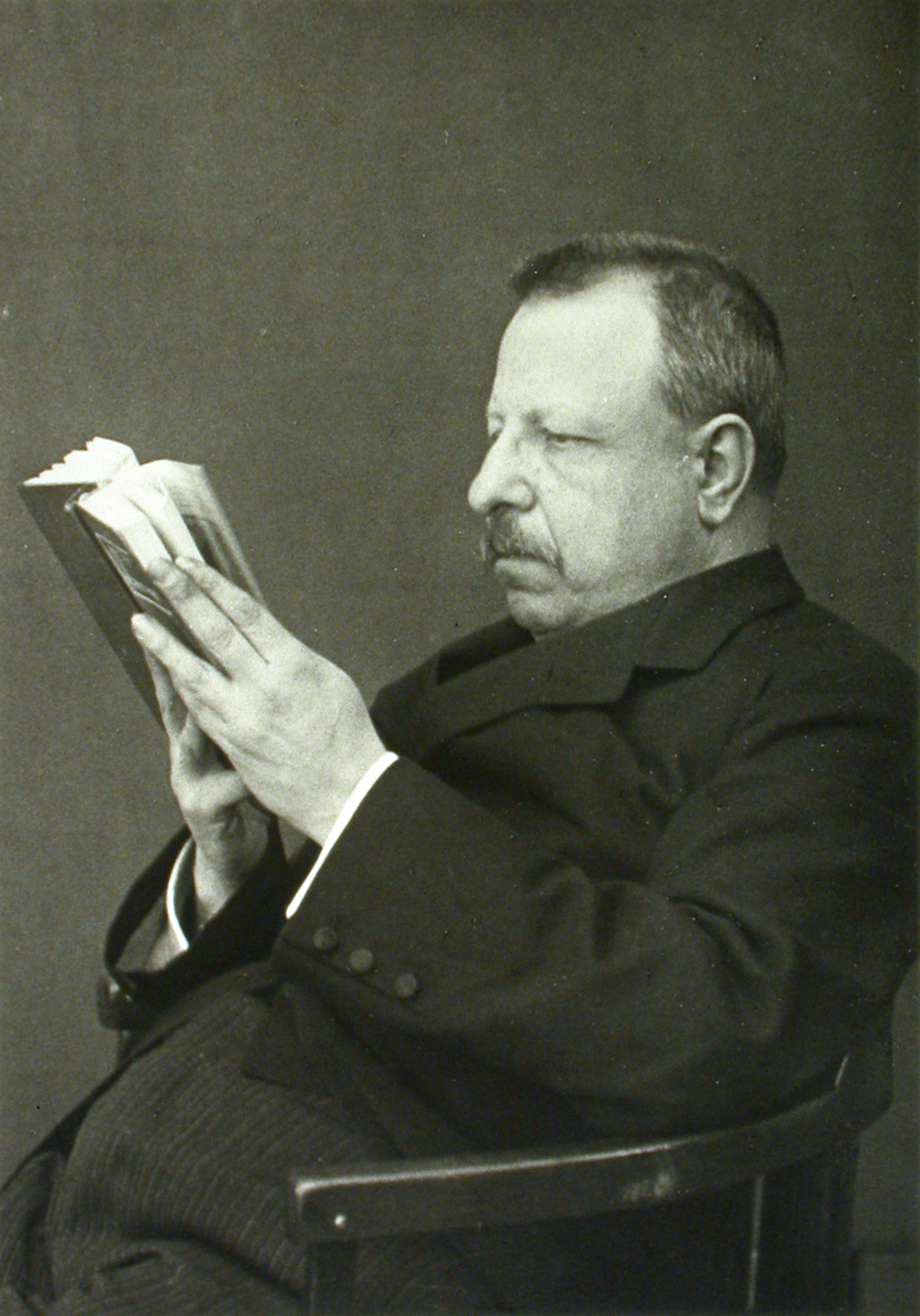
Benedetto Croce

La storia allora sarà sempre partigiana? No, se lo storico si sforzerà di pronunciare un giudizio storico basato sull'analisi razionale delle fonti, scevro da ogni mistificazione di parte con lo scopo non di imporre, di vincere con la sua interpretazione dei fatti storici ma di convincere: "vincere insieme" con chi contrastava il suo punto di vista e che ora dal confronto razionale e civile sa qualcosa di più che prima non sapeva.
Il giudizio storico non è quindi un'impossibile neutralità nei confronti della storia del proprio tempo; al contrario lo studio della storia porta anche ad un impegno in prima persona nella vita politica e civile.
Così fece Benedetto Croce che coerentemente al suo intendere la storia come pensiero e come azione, svolse durante il regime fascista in Italia un'attiva opera di formazione di intellettuali antifascisti.
Anche Marc Bloch che - professore alla Sorbona, già storico di fama internazionale -  riprese a combattere nel 1939 come soldato; riferisce Lucien Febvre che, dopo la sconfitta e l'occupazione tedesca in Francia, invece di rifugiarsi - come tanti intellettuali - in America,  «cacciato [come ebreo] dalla Sorbona...anziché nascondersi, si gettò in pieno nella Resistenza… Venne arrestato dalla Gestapo ... incarcerato e atrocemente torturato. Venne fucilato il 16 giugno del 1944».

## Il giudizio morale
Lo storico, qualora sia trascinato dai propri sentimenti e dalle passioni a condannare e giudicare dei "colpevoli" dinanzi al tribunale della storia, mette da parte la propria attività condotta nell'ambito della ricerca storica: in tal caso vengono messi in campo valori supremi e principi paradigmatici, in nome dei quali sono enunciati giudizi che non hanno senso storico e che non servono alla comprensione della storia. Valga come esempio il caso che si svolse nella Ginevra di Calvino a proposito della condanna al rogo dell'eretico antitrinitario Michele Serveto. Grazie alla utilizzazione esemplare di questo avvenimento Benedetto Croce, nel suo Vita di avventure di fede e di passione (1936), stese alcune pagine chiarificatrici intorno alla differenza tra giudizio storico e giudizio morale.

### Il giudizio morale di Castellion contro l'intolleranza di Calvino

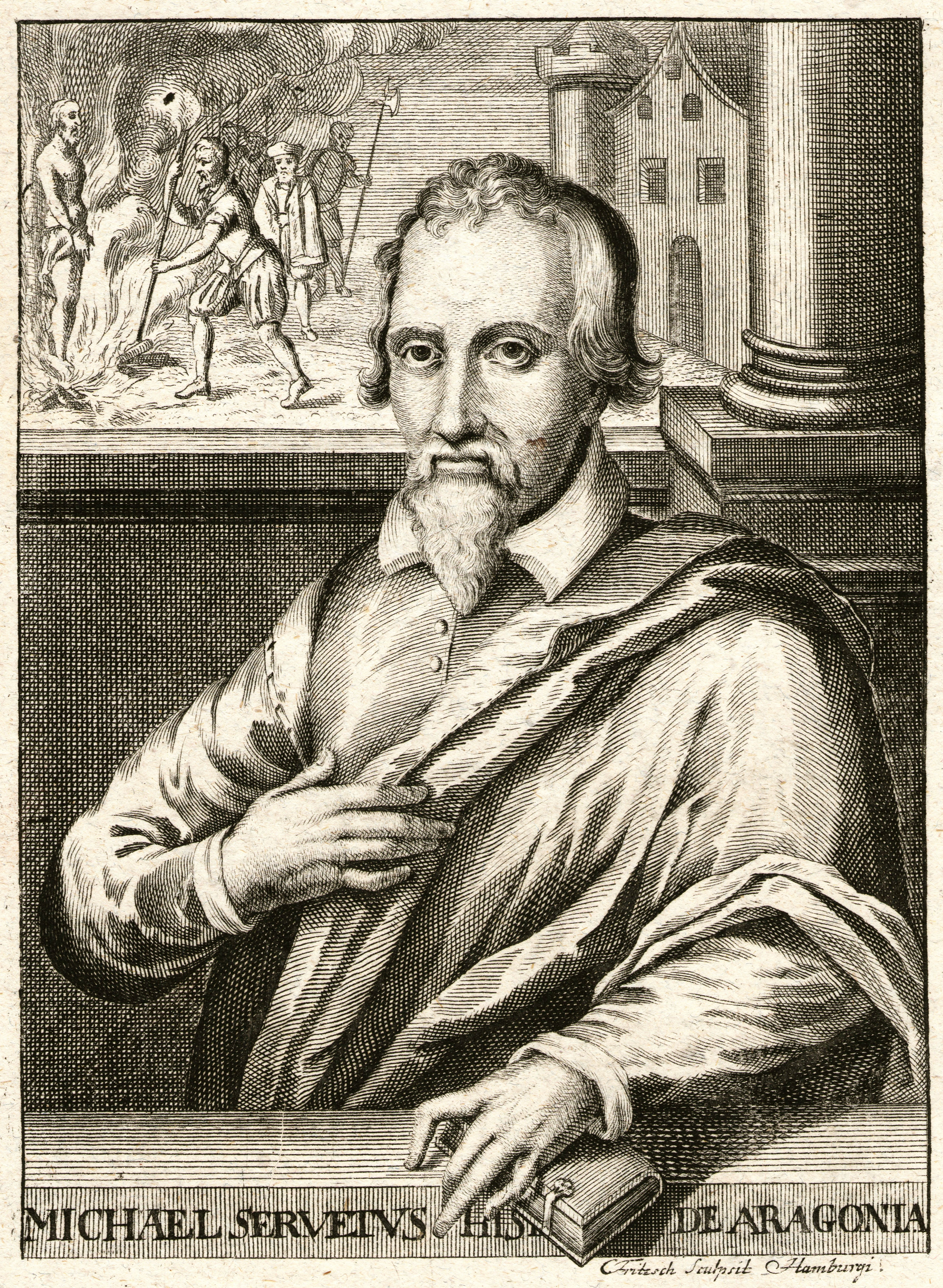
Miguel Serveto

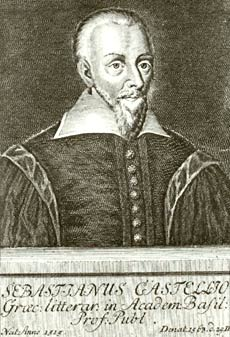
Sebastien Castellion

Dopo aver difeso la libertà e la tolleranza religiosa nell'opera "De hereticis an sint persequendi" (Se gli eretici debbano essere perseguitati), il savoiardo Sebastian Castellion  scriveva nell'opuscolo Contro il libello di Calvino a proposito della condanna al rogo di Miguel Serveto, medico antitrinitario spagnolo rifugiatosi dall'Inquisizione a Ginevra e colà condannato come eretico:

### Ilgiudizio storicodi Benedetto Croce su l'intolleranza di Calvino
Come non condividere le alte parole di Castellion e la sua appassionata difesa del principio della libertà di coscienza?
Certo, osserva B.Croce, stupisce l'intolleranza di Calvino che non esita a condannare al rogo un dissenziente della sua dottrina che proprio Ginevra aveva accolto per difenderlo dalla persecuzione cattolica romana.
Ma si consideri che la riforma calvinista,  che era stessa una deviazione rispetto a quella luterana, che nell'immediato, per la professata libertà d'interpretare i testi sacri, aveva già dato seguito a una serie di eresie, non avrebbe potuto sostenersi se avesse lasciato libero campo ai predicatori eretici come Serveto.
Si sarebbe inevitabilmente indebolita e probabilmente esaurita nel giro di breve tempo.
Ogni rivoluzione ha bisogno di un momento di conservazione per consolidarsi.

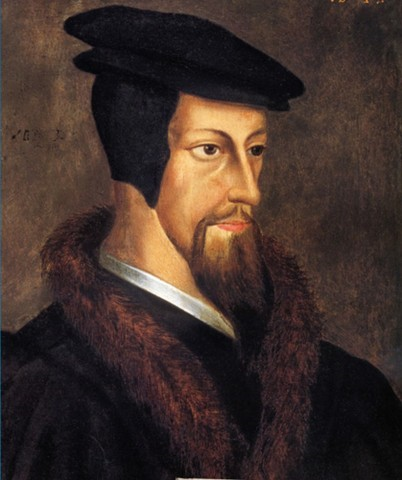
«Si deve obbedire a Dio piuttosto che agli uomini (Atti 5:29) [e se i principi] ordinano qualcosa contro Dio non si dovrà fare né tenerne conto» (Giovanni Calvino, Istituzione della religione cristiana,1/7,8,9, UTET, Torino 1983)

Se Calvino non fosse stato intollerante, sarebbe andata persa proprio quella libertà di coscienza invocata da Castellion, che aveva avuto inizio proprio dalla Ginevra di Calvino, dove il Concistoro dei pastori si dichiarava, secondo l'insegnamento di Calvino, superiore alle leggi dello Stato che invadessero i convincimenti morali e religiosi dei cittadini.
E a chi potrebbe osservare che allora non c'era differenza tra l'intolleranza calvinista e quella della Chiesa della Controriforma, ambedue da condannare moralmente, si deve rispondere storicamente che, mentre la Chiesa cattolica agiva repressivamente per conservare le vecchie strutture del passato, la riforma calvinista si difendeva per preservare il futuro dell'autonomia e libertà religiosa.
Questo il giudizio storico che mette da parte il pur giusto giudizio morale e assolve il suo compito di far capire quanto è avvenuto.

### Il giudizio anacronistico
Osserva ancora Croce, nell'opera citata, come alcuni studiosi abbiano ammirato e ritenuto superiore a quella calvinista l'idealità che animava il messaggio religioso e morale dei fratelli Fausto e Lelio Socini che nel pieno della Riforma predicavano la completa ed assoluta libertà di religione e si facevano sostenitori del pacifismo e della non violenza. 
A confronto con l'intolleranza calvinista non è da considerare più elevato e nobile il loro messaggio?
Ancora una volta il giudizio morale travisa e altera quello storico.
Cos'è rimasto del messaggio sociniano nell'Europa dei secoli seguenti? Nulla, risponde Croce: la loro professione di fede non ha costruito nulla. Essi sostenevano valori che non trovavano nessun riscontro nella situazione storica a loro contemporanea: erano portatori di una moralità anacronistica, fuori dal tempo, che possiamo ammirare e giudicare moralmente alta, ma che storicamente non ha realizzato nulla.
L'intolleranza calvinista ha generato la repubblica parlamentare dei puritani inglesi, le libere democrazie dei Padri pellegrini in America, la libertà di coscienza. Quella dei sociniani è rimasta "una voce che grida nel deserto".

## Memoria e storia
Nello storico contemporaneo Pierre Nora torna sotto altro aspetto la differenza crociana tra giudizio morale e giudizio storico:
La memoria risente dunque delle nostre passioni e sentimenti. I ricordi si colorano o sfumano per un particolare rimasto impresso o dimenticato. È la memoria che ci porta al giudizio morale che ci fa deformare la storia e giudicarla secondo i nostri particolari interessi. La memoria appartiene a ciascuno di noi, così come ciascuno di noi formula il suo giudizio morale. La storia appartiene a tutti e nessuno se ne può fare unico sacerdote e interprete.
Il giudizio storico è invece è sempre problematico, esige analisi critica, tempo e intelligenza.